# Теоклит I Китроски
Теоклит (на гръцки: Θεόκλητος, Теоклитос) е гръцки духовник, епископ на Вселенската патриаршия.

## Биография
Роден е около 1805 година. През юли 1853 година е ръкоположен в църквата „Свети Димитър“ в Солун за китроски епископ. Ръкополагането е извършено от митрополит Калиник Солунски в съслужение с митрополитите Игнатий Касандрийски и Неофит Струмишки и епископите Мелетий Поленински и Игнатий Ардамерски.
Умира в началото на август 1865 година след дълго хронично боледуване.